# Angle mort (téléfilm, 1993)
Pour les articles homonymes, voir Angle mort (homonymie) et Angle (homonymie).

Angle mort (titre original : Blind Side) est un téléfilm américain de Geoff Murphy diffusé en 1993.

## Synopsis
Doug et Lynn Kaines vivent heureux. Alors qu'ils attendent leur premier enfant, le couple prend des vacances au Mexique où Doug supervisent l'installation d'une usine de mobilier. Sur le chemin du retour, ils renversent accidentellement un policier. S'inquiétant de la justice locale, réputée pour son manque d'indulgence, ils décident de prendre la fuite. Plus tard, Doug et Lynn reçoivent la visite de Jack Shell qui souhaite avoir un emploi de cadre commercial dans leur société. Les Kaines refusent de l'embaucher, cependant Shell leur fait du chantage. En effet cet homme inquiétant et trop sûr de lui en saurait plus sur les vacances que le couple a passé...

## Fiche technique
- Titre original : Blind Side
- Réalisation : Geoff Murphy
- Scénario : Stewart Lindh, Solomon Weingarten et John Carlen d'après une histoire de Stewart Lindh et Solomon Weingarten
- Directeur de la photographie : Paul Elliott
- Montage : Rick Shaine
- Musique : Brian May
- Costumes : Vicki Graef
- Décors : Nina Ruscio
- Production : Jay Roewe
- Genre : Thriller
- Pays :  États-Unis
- Durée : 98 minutes
- Date de diffusion :
  -  États-Unis : 30 janvier 1993
  -  France : 21 juillet 1993

## Distribution
- Rutger Hauer (VF : Michel Vigné) : Jack Shell
- Rebecca de Mornay (VF : Béatrice Agenin) : Lynn Kaines
- Ron Silver (VF : Bernard Lanneau) : Doug Kaines
- Jonathan Banks (VF : Jean-Claude Balard) : Aaron
- Mariska Hargitay (VF : Maïté Monceau) : Melanie
- Tamara Clatterbuck (VF : Evelyn Selena) : Barbara Hall